# Tridophyllum bienne
Tridophyllum bienne là loài thực vật có hoa trong họ Hoa hồng. Loài này được (Greene) Greene miêu tả khoa học đầu tiên năm 1906.